# 和駅
和駅（やわらえき）は、かつて北海道雨竜郡北竜町和にあった日本国有鉄道（国鉄）札沼線の駅（廃駅）である。事務管理コードは▲120211。

## 歴史
- 1931年（昭和6年）10月10日 - 札沼北線石狩沼田 - 中徳富（初代、現在の新十津川）間開通にともない開業[3]。一般駅[1]。
- 1944年（昭和19年）7月21日 - 太平洋戦争激化により不要不急線として石狩追分 - 石狩沼田間休止に伴い当駅も休止[1]。
- 1956年（昭和31年）11月16日 - 雨竜 - 石狩沼田間復活により当駅が復活[1]。札沼線が全線復旧。
- 1972年（昭和47年）6月19日 - 札沼線新十津川 - 石狩沼田間廃止に伴い廃駅となる[1]。

### 駅名の由来
もともと同地はアイヌ語名「エタイエペッ」から「エタイエベツ」と称され、現在も恵岱別川として河川名称になっている。
現在の名称は吉植庄一郎ら、千葉県埜原（やわら）村（現在の印西市の一部）出身者が入植し、出身地の「埜原」から音を借り名づけた。
「埜原」ではなく「和」の字を用いた理由としては、永久に平和なる村を建設する意味、とする説や、住民の一致団結を願った、とする説がある。

## 駅構造
駅舎は桑園駅に向かって右手の西側に設置されていた。休止前の初期の構内は、駅舎前に単式ホーム1面1線と副本線を有し、副本線から札幌方に車庫線が分岐していた。また、駅舎横石狩沼田側の貨物ホームへ1本の引込線を有していた。
休止再開後の構内は、駅裏側が石狩沼田側にずれた千鳥状の相対式ホーム2面2線と、駅舎とホーム間に敷かれて駅舎横の石狩沼田側に置かれた貨物ホームと札幌側の土場を利用する副本線の貨物積み降ろし線1線からなる都合2面3線で構成されていた。駅舎と各ホーム間は構内踏切で連絡していた。また、休止前にあった車庫が無くなり、引込線の車庫線も無かった。
札沼線の部分廃止直前は浦臼駅と石狩沼田駅の間は1日5往復まで列車本数が削減されていたが、当駅ではこの区間で唯一列車交換が行われていた。

## 廃駅跡
跡地には北竜紳装が真竜小学校の旧体育館を移築して紳士服の縫製工場として用いたが、その後建物の一部を解体し建築会社の施設として用いられている。